# Remo Giger
Remo Giger (* 30. Juni 1988) ist ein ehemaliger Schweizer Gras- und Alpinskiläufer. Er nahm an einer Grasski-Weltmeisterschaft und zwei Juniorenweltmeisterschaften sowie in der Saison 2004 auch an Weltcuprennen teil.

## Karriere
Giger fuhr seine ersten FIS-Rennen im Grasski im Juni 2003 in Traisen. Dabei war sein bestes Resultat der 23. Platz im Slalom. Mitte Juli startete er auch bei den FIS-Rennen in Urnäsch und erzielte Platz zwölf im Slalom und Rang 15 im Super-G. Eine Woche später nahm er an der Juniorenweltmeisterschaft 2003 in Goldingen teil. Hier erreichte er Rang 16 im Slalom, Rang 17 im Super-G und damit Platz 14 in der Kombination. Nur im Riesenslalom kam er nicht ins Ziel. Im September nahm Giger auch an der Weltmeisterschaft 2003 in Castione della Presolana teil. Als einziges Resultat erreichte er Platz 25 im Super-G.
Die Saison 2004 begann Giger wieder mit den FIS-Rennen in Traisen. In diesem Jahr war sein bestes Ergebnis der 16. Platz im Slalom. Ende August nahm er in Nové Město na Moravě zum ersten und einzigen Mal an Weltcuprennen teil. Dabei erreichte er jeweils Platz 25 im Super-G sowie im zweiten Riesenslalom. Im ersten Riesenslalom kam er jedoch nicht ins Ziel. Im Gesamtweltcup belegte der Schweizer damit den 40. Platz. An der Junioren-WM 2004 nahm er nicht teil. Im Jahr 2005 war Gigers bestes Resultat bei FIS-Rennen der neunte Rang im Super-G von Urnäsch. Bei der Juniorenweltmeisterschaft 2005 in Nové Město na Moravě erreichte er als jeweils bester Schweizer Platz sieben im Slalom und Rang neun im Riesenslalom. Im Super-G, und somit auch in der Kombination, fiel er allerdings aus. Seit 2006 ist er bei keinen Grasskirennen mehr am Start.
Bis April 2007 nahm Giger noch an Wettbewerben im Alpinen Skilauf teil. Am 22. März 2007 feierte er im Riesenslalom von Splügen seinen einzigen Sieg in einem FIS-Rennen, drei weitere Male kam er unter die besten zehn.

## Erfolge

### Weltmeisterschaften
- Castione della Presolana 2003: 25. Super-G

### Juniorenweltmeisterschaften
- Goldingen 2003: 14. Kombination, 16. Slalom, 17. Super-G
- Nové Město na Moravě 2005: 7. Slalom, 9. Riesenslalom

### Weltcup
- Zwei Platzierungen unter den besten 25